# Carcinoma odontogênico esclerosante
O carcinoma odontogênico esclerosante (COE) é um tumor odontogênico maligno ultrarraro, descrito pela primeira vez em 2008 e incluído na classificação de lesões odontogênicas da OMS pela primeira vez em 2017.

## Sinais e sintomas
Na maioria dos casos, há a presença de edema ou tumefação de crescimento progressivo e rápido. Dor não está sempre presente, e alguns casos são assintomáticos. Tumores afetando a região posterior da mandíbula podem causar parestesia.
Dependendo do grau de destruição óssea, os dentes associados e ao redor podem desenvolver mobilidade dentária.

## Aspectos radiográficos e histológicos
Radiograficamente, o COE é uma lesão radiolúcida, que pode ter um aspecto de vidro despolido. As margens podem ser bem delimitadas ou não. Nos casos em maxila, normalmente envolve as estruturas adjacentes como cavidade nasal, seio maxilar, zigomático e placa pterigoide. Reabsorção da cortical óssea é relatada. Reabsorção das raízes dentárias e perda da lâmina dura também são relatadas.
Histopatologicamente, o tumor é formado por um componente epitelial escamoso aparentemente benigno em cordões ou ilhotas, com citologia celular próxima da normalidade, com hipercromatismo e pleomorfismo mínimos, aproximando-se de um padrão histológico de restos epiteliais odontogênicos benignos, e um padrão de mitoses pouco suspeito. O padrão de crescimento é infiltrativo, e há leve grau de displasia celular. A característica mais marcante desse tumor é o estroma denso, fibroso, rico em colágeno ou esclerótico. Raramente há necrose.
Porém, apesar do epitélio aparentemente benigno, esse tumor é agressivamente infiltrativo, tanto em músculo esquelético quanto em invasão perineural ou intraneural, e invasão linfovascular. Diferenciação celular pode ocorrer, tanto em células claras quanto glandular. Pode haver calcificação do tecido, tanto de características dentinoides quanto cementoides e ósseas.

## Causas
Suas causas ainda não são bem definidas, por ser uma nova entidade, e necessita de marcadores genéticos consistentes para diferenciá-lo de outras entidades. Por enquanto, sabe-se que ao contrário de outras neoplasias malignas como o carcinoma odontogênico de células claras (COCC), o COE não possui mutações de EWSR1.

## Epidemiologia
O COE tem ligeira preferência por mulheres (8:6), e idade média ao diagnóstico de 54 anos, sendo mais frequentemente diagnosticado entre os 50-70 anos, e mais tardiamente em homens do que em mulheres. A mandíbula é mais afetada do que a maxila, especialmente na região posterior.

## Diagnóstico
Por ser uma nova entidade, o patologista deve estar atento ao tumor e realizar exames de imuno-histoquímica para alguns marcadores específicos como CK19 e CK5/6 (marcadores de epitélio odontogênico), p63 e CK7. Normalmente, o COE é positivo para p63, negativo para CK20 e raramente positivo para CK7. Normalmente as ilhotas epiteliais possuem marcação difusa para e-caderina, uma característica típica de malignidade de baixo grau. O Ki67 tende a ser baixo.
Diagnósticos diferenciais incluem:
- Tumores metastáticos;
- Fibroma odontogênico central rico em epitélio;
- Ameloblastoma desmoplástico;
- Tumor odontogênico epitelial calcificante;
- Carcinoma odontogênico de células claras.

## Prognóstico e tratamento
O COE possui baixa taxa de recidiva, e nenhum caso de metástase foi registrado. Apesar disso, a ressecção radical é a opção terapêutica de escolha, com ou sem dissecção de linfonodos cervicais. Radioterapia adjuvante tem sido utilizada, especialmente em tumores grandes. Quimioterapia foi utilizada para tratar um paciente com tumor extenso, afetando também base de crânio, juntamente com reabordagem cirúrgica, e obteve bons resultados.